# Seznam enot nepremične kulturne dediščine v Občini Križevci
Seznam enot nepremične kulturne dediščine v Občini Križevci.

## Seznam
| Slika | Ime                           | Evidenčna številka | Kraj                      | Leto razglasitve | Vrsta spomenika  | Tip spomenika              | Časovna uvrstitev    | Opis |
| ----- | ----------------------------- | ------------------ | ------------------------- | ---------------- | ---------------- | -------------------------- | -------------------- | --- |
|       | Vaška kapela                  | 15492              | Berkovci                  |                  |                  | sakralna stavbna dediščina | konec 19. stoletja   | Kapela s strešnim stolpičem, zgrajena v zadnji četrtini 19. stol. |
|       | Vaška kapela                  | 20003              | Boreci                    |                  |                  | sakralna stavbna dediščina | začetek 20. stoletja | Kapela s strešnim stolpičem, zgrajena 1903. |
|       | Kosijeva domačija             | 29544              | Bučečovci                 |                  |                  | profana stavbna dediščina  | sredina 19. stoletja | Domačijo pod enotno opečno dvokapnico sestavljajo obcestna hiša in nanjo pravokotno postavljeno gospodarsko poslopje s svinjaki. Ohranjena je prvotna tlorisna zasnova celote in stavbno pohištvo. Na tramu v hiši je letnica 1847. Domačija stoji v Bučečovcih št. 21.                                   |
|       | Osterčeva hiša                | 25056              | Bučečovci                 |                  |                  | profana stavbna dediščina  | konec 19. stoletja   | Pritlična podkletena hiša s stebriščno vhodno lopo. Hiša je krita z dvokapno opečno streho in datirana z letnico 1892 na vhodnem portalu. Hiša stoji v Bučečovcih št. 8. |
|       | Šafaričeva hiša               | 25031              | Bučečovci                 |                  |                  | profana stavbna dediščina  | konec 19. stoletja   | Pritlična podkletena hiša krita z dvokapno salonitno streho. Hiša je datirana z letnico 1892 na kamnitem pravokotnem portalu. Hiša stoji v Bučečovcih št. 9. |
|       | Vaška kapela                  | 23058              | Bučečovci                 |                  |                  | sakralna stavbna dediščina | konec 19. stoletja   | Kapela s strešnim stolpičem in letnico nastanka 1890 na fasadi. Kapela stoji pri hiši Bučečovci št. 13. |
|       | Znamenje sv. Jožefa           | 1201               | Bučečovci                 | 1992             | lokalnega pomena | sakralna stavbna dediščina | konec 19. stoletja   | Na kamnitem oglatem stebru s podstavkom in profiliranim kapitelom stoji kip sv. Jožefa. Znamenje je bilo postavljeno leta 1898, 1921 so ga obnovili. |
|       | Žitkova hiša                  | 25030              | Bučečovci                 |                  |                  | profana stavbna dediščina  | konec 19. stoletja   | Pritlična podkletena hiša krita z dvokapno opečno streho. Hiša je datirana z letnico 1886 na vhodnem portalu. Hiša stoji v Bučečovcih št. 22. |
|       | Rimskodobni gomili            | 1181               | Dobrava                   | 1992             | lokalnega pomena | arheološka dediščina       | rimska doba          | Rimskodobni gomili, večja gomila je poškodovana. |
|       | Vaška kapela                  | 20006              | Dobrava                   |                  |                  | sakralna stavbna dediščina | konec 19. stoletja   | Kapela s strešnim stolpičem, zgrajena 1899. Kapela stoji pri hiši Dobrava št.6. |
|       | Utrjena kopa                  | 1182               | Gajševci                  | 1992             | lokalnega pomena | arheološka dediščina       | srednji vek          | Še vidna okrogla srednjeveška utrjena kopa z jarkom in nasipom, visoka 2,5 m in široka 20 m. |
|       | Vodnjak pri Japačovih         | 29543              | Gajševci                  |                  |                  | profana stavbna dediščina  | konec 19. stoletja   | Vodnjak domačije sestoji iz hrastovega ohišja okrogle oblike in velikega lesenega kolesa z vretenom na leseni konstrukciji, ki nosi opečno dvokapno streho. Podzemni del je grajen iz polne opeke. Na njem letnica in inicialke lastnikov (JA 1870 J). Vodnjak stoji na dvorišču domačije Gajševci št. 9. |
|       | Domačija Grabe 16             | 1218               | Grabe pri Ljutomeru       | 1992             | lokalnega pomena | profana stavbna dediščina  | začetek 20. stoletja | Domačijo sestavljajo zidana, delno podkletena, visokopritlična stanovanjska hiša iz leta 1916. Poleg stojita gospodarski poslopji iz 1/4 20. stol. |
|       | Domačija Slekovec             | 25034              | Grabe pri Ljutomeru       |                  |                  | profana stavbna dediščina  | konec 19. stoletja   | Domačijo sestavljajo pritlična podkletena hiša (datirana z letnico 1898) s stebriščno vhodno lopo in gospodarska poslopja. Stavbe so krite z opečnimi strehami. Domačija stoji v Grabah št. 17. |
|       | Slavičev čebelnjak            | 28646              | Grabe pri Ljutomeru       |                  |                  | profana stavbna dediščina  | začetek 20. stoletja | Tipičen Žnidaršičev čebelnjak, postavljen leta 1905, gleda s pročeljem s panji na lokalno cesto. Je delno opečne in lesene gradnje. Ohranjeno je stavbno pohištvo in prvotni leseni AŽ panji. Čebelnjak stoji ob domačiji Grabe št. 62.                                                                   |
|       | Vaška kapela                  | 23023              | Grabe pri Ljutomeru       |                  |                  | sakralna stavbna dediščina | konec 19. stoletja   | Kapela s strešnim stolpičem, zgrajena v zadnji četrtini 19. stol. |
|       | Domačija Farkaš               | 25035              | Iljaševci                 |                  |                  | profana stavbna dediščina  | konec 19. stoletja   | Domačijo sestavljajo pritlična podkletena hiša, zgrajena proti koncu 19. stol., s stebriščno vhodno lopo, krita z dvokapno opečno streho ter gospodarska poslopja. Domačija stoji v Iljaševci št. 47. |
|       | Domačija Iljaševci 21         | 25036              | Iljaševci                 |                  |                  | profana stavbna dediščina  | 19. stoletje         | Lesena cimprana stavba iz 19. stoletja s tlorisom v obliki črke L. Hiši sledijo gospodarski prostori pod dvokapno opečno streho. Domačija je v slabem gradbenem stanju. |
|       | Domačija Skuhala              | 18507              | Iljaševci                 |                  |                  | profana stavbna dediščina  | začetek 20. stoletja | Domačijo sestavljata pritlična podkletena hiša s stebriščno vhodno lopo, datirana z letnico 1912 ter gospodarsko poslopje. Domačija stoji v Iljaševci št. 9. |
|       | Domačija Štuhec               | 29545              | Iljaševci                 |                  |                  | profana stavbna dediščina  | 19. stoletje         | Domačijo sestavljata pritlična hiša in nanjo pravokotno postavljen niz gospodarskih poslopij z ohranjeno tlorisno zasnovo in stavbnim pohištvom. Na portalu hiše letnici 1816, 1819, v njej lončena peč z letnico 1888. Domačija stoji v Iljaševci št. 52.                                                |
|       | Kip sv. Frančiška Ksaverija   | 20011              | Iljaševci                 |                  |                  | sakralna stavbna dediščina | konec 19. stoletja   | Kamniti kip svetnika stoji na stopnjevanem stebru, ki se oži proti vrhu. Postavili so ga leta 1899 v spomin na nesrečo. |
|       | Marijino znamenje             | 1210               | Iljaševci                 | 1992             | lokalnega pomena | sakralna stavbna dediščina | začetek 19. stoletja | Na stebru s členjeno bazo in profiliranim kapitelom stoji plastika Marije na krogli sveta. Znamenje je iz leta 1819. Znamenje stoji blizu hiše Iljaševci št. 48. |
|       | Vaška kapela                  | 20012              | Iljaševci                 | 1992             | lokalnega pomena | sakralna stavbna dediščina | konec 19. stoletja   | Kapela s strešnim stolpičem, zgrajena 1871, prenovljena 1879 in 1921. Kapela stoji blizu hiše Iljaševci št. 7. |
|       | Domačija Bežik                | 25037              | Ključarovci pri Ljutomeru |                  |                  | profana stavbna dediščina  | konec 19. stoletja   | Domačijo sestavljata pritlična podkletena hiša krita z dvokapno opečno streho in gospodarsko poslopje. Kamnit hišni portal je datiran z letnico 1871. Domačija stoji v Ključarovcih pri Ljutomeru 11. |
|       | Kužno znamenje                | 1211               | Ključarovci pri Ljutomeru | 1992             | lokalnega pomena | sakralna stavbna dediščina | konec 18. stoletja   | Trikotno, poznobaročno, z opečno streho pokrito znamenje ima vse tri fasade razčlenjene s polkrožnimi nišami z novejšo poslikavo. Znamenje stoji blizu hiše Ključarovci pri Ljutomeru 66. |
|       | Prijolova hiša                | 25038              | Ključarovci pri Ljutomeru |                  |                  | profana stavbna dediščina  | začetek 20. stoletja | Pritlična podkletena hiša z začetka 20. stoletja s petosno fasado in vhodom v hišo z dvoriščne strani. Hiša je krita z dvokapno opečno streho. Hiša stoji v Ključarovcih pri Ljutomeru 9. |
|       | Rimskodobna gomila            | 1193               | Ključarovci pri Ljutomeru | 1992             | lokalnega pomena | arheološka dediščina       | rimska doba          | Poškodovana rimskodobna gomila. |
|       | Slavičeva hiša                | 25039              | Ključarovci pri Ljutomeru |                  |                  | profana stavbna dediščina  | konec 19. stoletja   | Pritlična podkletena hiša krita z dvokapno opečno streho je datirana z letnico 1885 na kamnitem vhodnem portalu. Hiša stoji v Ključarovcih pri Ljutomeru 19. |
|       | Vrbnjakova hiša               | 25040              | Ključarovci pri Ljutomeru |                  |                  | profana stavbna dediščina  | konec 19. stoletja   | Pritlična podkletena hiša s stebriščno vhodno lopo, krita z dvokapno opečno streho. Hiša je datirana z letnico 1890 na vhodnem portalu. Hiša stoji v Ključarovcih pri Ljutomeru 10. |
|       | Znamenje sv. Frančiška        | 1212               | Ključarovci pri Ljutomeru | 1992             | lokalnega pomena | sakralna stavbna dediščina | konec 19. stoletja   | Kip sv. Frančiška z otrokom v naročju iz 1878 stoji na stebru in je izdelan iz peščenca. Kip stoji blizu hiše Ključarovci pri Ljutomeru 34. |
|       | Domačija Kokoriči 9           | 1219               | Kokoriči                  | 1992             | lokalnega pomena | profana stavbna dediščina  | 19. stoletje         | Domačijo sestavljajo zidana, delno podkletena stanovanjska hiša s stebriščnim stopniščem in vhodnim kamnitim portalom z letnico 1863, gospodarsko poslopje, koruznjak in vodnjak. |
|       | Ivanjšičeva hiša              | 25041              | Kokoriči                  |                  |                  | profana stavbna dediščina  | konec 19. stoletja   | Pritlična podkletena hiša, datirana z letnico 1875 na kamnitem vhodnem portalu, je krita z dvokapno opečno streho. Hiša stoji v Kokoričih št. 7. |
|       | Vaška kapela                  | 19969              | Kokoriči                  |                  |                  | sakralna stavbna dediščina | konec 19. stoletja   | Kapela s strešnim stolpičem, zgrajena 1891. Kapela stoji blizu hiše Kokoriči 8. |
|       | Bratinova vila                | 25042              | Križevci pri Ljutomeru    |                  |                  | profana stavbna dediščina  | začetek 20. stoletja | Nadstropno podkleteno stavbo iz prve četrtine 20. stoletja z glavnim enoramnim stopniščem vogalnega stolpiča, pokriva mansardna opečna streha. Na strehi vogalnega stolpiča je kovana strešna zastavica z letnico 1924 in začetnicami AMB. Vila stoji v Križevci pri Ljutomeru št. 22.                    |
|       | Cerkev sv. Križa              | 1199               | Križevci pri Ljutomeru    | 1992             | lokalnega pomena | sakralna stavbna dediščina | 12. stoletje         | V sedanji neoromanski cerkvi so vidni ostanki prvotne poznoromanske stavbe iz 12. stoletja in njene naslednice z začetka 15. stoletja. |
|       | Domačija Kočar                | 25043              | Križevci pri Ljutomeru    |                  |                  | profana stavbna dediščina  | konec 19. stoletja   | Pritlična podkletena hiša iz druge polovice 19. stol. s poudarjenim vhodnim rizalitom s členjenim čelom je krita z dvokapno opečno streho. Poleg stoji gospodarsko poslopje. Domačija stoji v Križevci pri Ljutomeru št. 38.                                                                              |
|       | Hiša Križevci pri Ljutomeru 3 | 23271              | Križevci pri Ljutomeru    |                  |                  | profana stavbna dediščina  | konec 19. stoletja   | Enonadstropna prostostoječa hiša s konca 19. stoletja.. |
|       | Kapela sv. Ane                | 1203               | Križevci pri Ljutomeru    | 1992             | lokalnega pomena | sakralna stavbna dediščina | sredina 16. stoletja | Sredi 16. stoletja nastala poznogotska kapela je nekdaj služila kot karner. Notranjščino je dekorativno poslikal 1829 S. Pergrin. |
|       | Prazgodovinska naselbina      | 1184               | Križevci pri Ljutomeru    | 1992             | lokalnega pomena | arheološka dediščina       | bronasta doba        | Na vzpetini ovalne oblike (200 x 60 m) ugotovljena žarnogrobiščna naselbina. |
|       | Spomenik NOB                  | 23688              | Križevci pri Ljutomeru    |                  |                  | memorialna dediščina       | sredina 20. stoletja | Štiri metre visok spomenik s plamenico na vrhu je posvečen padlim v Križevcih in okolici. Odkrit leta 1954. Na severni strani spomenika so izklesana imena padlih borcev (14), na južni pa imena žrtev (14).                                                                                              |
|       | Znamenje sv. Janeza Nepomuka  | 1204               | Križevci pri Ljutomeru    | 1992             | lokalnega pomena | sakralna stavbna dediščina | začetek 19. stoletja | Kip sv. Janeza Nepomuka v naravni velikosti, v rahlo kontrapostni drži, stoji na visokem podstavku. V poznobaročni maniri nastalo delo je z začetka 19. stoletja. |
|       | Župnišče                      | 1198               | Križevci pri Ljutomeru    | 1992             | lokalnega pomena | profana stavbna dediščina  | 18. stoletje         | Baročna enonadstropna stavba ima predelano zunanjščino z neustreznimi okni in portalom, notranjščina pa je še primarna. Vzhodno ob njej stoji gospodarsko poslopje. |
|       | Domačija Logarovci 39b        | 1230               | Logarovci                 | 1992             | lokalnega pomena | profana stavbna dediščina  | konec 18. stoletja   | Majhna, nizka, delno podkletena lesena stavba, grajena na L, ima tradicionalno talno zasnovo. Stanovanjskemu delu slede gospodarski prostori pod isto slamnato streho. Na tramu je vrezana letnica 1793.                                                                                                  |
|       | Spomenik ob Žalikovi domačiji | 1232               | Logarovci                 | 1992             | lokalnega pomena | memorialna dediščina       | sredina 20. stoletja | Ob predelani kmečki hiši stojita spominska plošča in spomenik, posvečena štirim žrtvam fašističnega nasilja, med njimi tudi lastnika Žalikove domačije. Plošča iz leta 1958 je bila kasneje prestavljena in postavljen nov spomenik. Spomenik stoji ob hiši Logarovci št. 66.                             |
|       | Vaška kapelica                | 19973              | Logarovci                 |                  |                  | sakralna stavbna dediščina | začetek 20. stoletja | Kapelica zaprtega tipa, postavljena 1912. Kapela stoji pri hiši Logarovci št. 20. |
|       | Domačija Močnik               | 25044              | Lukavci                   |                  |                  | profana stavbna dediščina  | konec 19. stoletja   | Domačijo sestavljajo pritlična podkletena hiša, datirana z letnico 1889, s stebriščno vhodno lopo, krita z dvokapno opečno streho ter gospodarska poslopja. Domačija stoji v Lukavcih št. 33. |
|       | Domačija Šalamun              | 25045              | Lukavci                   |                  |                  | profana stavbna dediščina  | konec 19. stoletja   | Domačijo sestavljajo pritlična podkletena hiša, zgrajena leta 1878, s stebriščno vhodno lopo, krita z dvokapno opečno streho in gospodarska poslopja. Domačija stoji v Lukavcih št. 29. |
|       | Dunajeva hiša                 | 25046              | Lukavci                   |                  |                  | profana stavbna dediščina  | začetek 20. stoletja | Pritlična podkletena hiša z začetka 20. stoletja, krita z dvokapno opečno streho. Hiša stoji v Lukavcih št. 36. |
|       | Gomilno grobišče              | 1194               | Lukavci                   | 1992             | lokalnega pomena | arheološka dediščina       | rimska doba          | Na grobišče opozarja ledinsko ime, najdb doslej ni. |
|       | Gostilna Makovec              | 29546              | Lukavci                   |                  |                  | profana stavbna dediščina  | konec 19. stoletja   | V osrednjem delu domačije na je gostilna Makovec, visokopritlična hiša z izjemno razgibano profilirano gostinsko motiviko na fasadi in dvoramnim stopniščem pred vhodom z letnico 1914. Pripadajoča poslopja (ledenica, kovačija). Gostilna stoji v Lukavcih št. 60.                                      |
|       | Graščina                      | 1196               | Lukavci                   | 1992             | lokalnega pomena | profana stavbna dediščina  | konec 18. stoletja   | Veliko nadstropno poslopje kvadratnega tlorisa z vogalnimi pravokotnimi stolpiči je v jedru iz 18. stoletja, v drugi polovici 19. stoletja je bila prenovljena. Graščina stoji v Lukavcih št. 9. |
|       | Krajnčeva hiša                | 25047              | Lukavci                   |                  |                  | profana stavbna dediščina  | začetek 20. stoletja | Pritlična podkletena hiša, zgrajena leta 1914, s stebriščno vhodno lopo, krita z dvokapno opečno streho. Hiša stoji v Lukavcih št. 17. |
|       | Makovčeva hiša                | 25048              | Lukavci                   |                  |                  | profana stavbna dediščina  | začetek 20. stoletja | Pritlična podkletena hiša, zgrajena leta 1914, krita z dvokapno opečno streho. Hiša stoji v Lukavcih št. 18. |
|       | Muršičeva hiša                | 25049              | Lukavci                   |                  |                  | profana stavbna dediščina  | začetek 20. stoletja | Pritlična podkletena hiša z začetka 20. stoletja s stebriščno vhodno lopo, krita z dvokapno opečno streho. Hiša stoji v Lukavcih št. 22. |
|       | Podeželski dvorec             | 1197               | Lukavci                   | 1992             | lokalnega pomena | profana stavbna dediščina  | začetek 20. stoletja | Pravokotno, pritlično poslopje, ki ima fasade okrašene z bidermajerskimi in secesijskimi elementi, je nastalo leta 1914. V notranjščini so 3 sobe in hodnik poslikani z rastlinskimi slikarijami. Dvorec stoji v Lukavcih št. 23.                                                                         |
|       | Vaška kapelica                | 23056              | Lukavci                   |                  |                  | sakralna stavbna dediščina | konec 19. stoletja   | Kapela s strešnim stolpičem, zgrajena 1872. |
|       | Brumnova kapelica             | 20046              | Stara Nova vas            |                  |                  | sakralna stavbna dediščina | konec 19. stoletja   | Kapelica z zvonikom. Zgradili so jo 1892, obnovili pa 1999. Letnica na fasadi. |
|       | Vaška kapela                  | 23686              | Stara Nova vas            |                  |                  | sakralna stavbna dediščina | začetek 19. stoletja | Kapela s slokim zvonikom nad vhodom je bila zgrajena 1805, obnovljena pa 1982. Letnica na fasadi. Kapela stoji pri hiši Stara Nova vas 52. |
|       | Znamenje z Bičanim Jezusom    | 1208               | Stara Nova vas            | 1992             | lokalnega pomena | sakralna stavbna dediščina | konec 19. stoletja   | Stebrasto znamenje s kipom Bičanega Jezusa na vrhu (Ecce homo) so postavili 1896. Znamenje stoji pri hiši Stara Nova vas 10. |
|       | Vaška kapela                  | 14858              | Vučja vas                 |                  |                  | sakralna stavbna dediščina | konec 19. stoletja   | Kapela s strešnim stolpičem. Rekonstrukcija kapele iz leta 1876, novozgrajena 1986. Letnica na fasadi. Kapela stoji pri hiši Vučja vas 35. |
|       | Znamenje sv. Antona           | 28994              | Vučja vas                 |                  |                  | sakralna stavbna dediščina | začetek 20. stoletja | Znamenje sestavljata dva nastavka ter nekoliko ožji štirikotni trup s profiliranim zaključkom, vrh katerega se dviga kip sv. Antona. Pokriva ga pločevinasta baldahinasta strešica s križem. Spodnji nastavek členijo poslikane niše.                                                                     |
|       | Znamenje sv. Roka             | 1209               | Vučja vas                 | 1992             | lokalnega pomena | sakralna stavbna dediščina | konec 17. stoletja   | Na močnem stebru stoji kamniti kip sv. Roka iz leta 1681. |
|       | Vaška kapelica                | 20050              | Zasadi                    |                  |                  | sakralna stavbna dediščina | sredina 20. stoletja | Kapelica s strešnim stolpičem. Zgrajena 1940, obnovljena l994 (letnica na fasadi). Kapelica stoji pri hiši Zasadi 18. |